# Heiligenschein (Naturerscheinung)

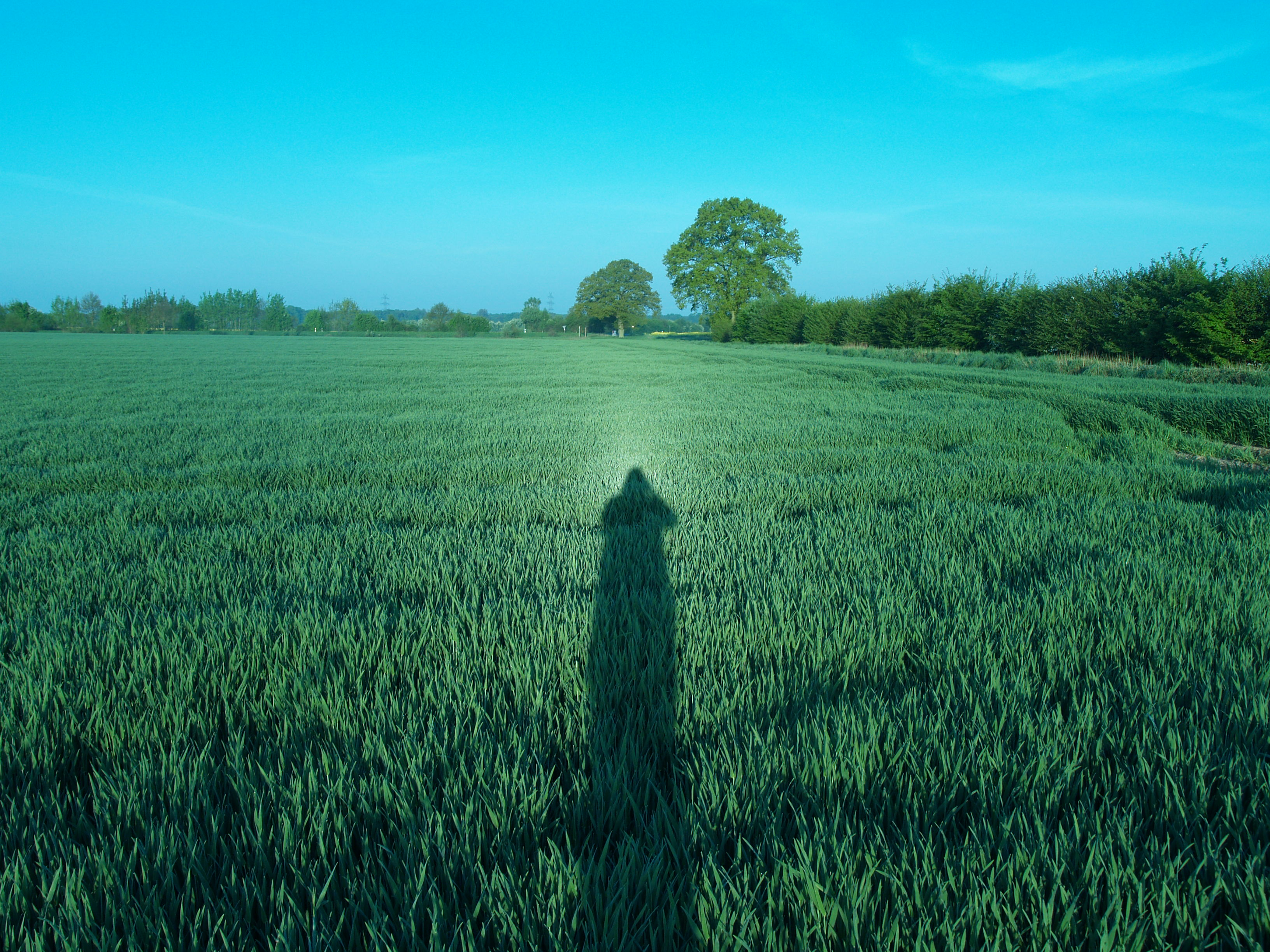
Ein Heiligenschein um den Schatten seines Beobachters

Der Heiligenschein ist eine optische Erscheinung, die als eine Aufhellung um den Schatten des Beobachters zu sehen ist. Sofern sich der Beobachter bewegt, wandert der Heiligenschein mit.

## Entstehung
Der Heiligenschein ist früh morgens auf taubenetzten Wiesen beobachtbar. Die Tautropfen fokussieren wie Linsen das Sonnenlicht auf den im Hintergrund befindlichen Pflanzen. Von der Pflanzenoberfläche wird das Licht rückgestreut. Da das rückgestreute Licht wiederum den Tautropfen durchquert, entsteht um den Sonnengegenpunkt, also der Strahlengang Sonne – Beobachter – Schatten, das hellste Areal.
Damit das Licht der Tropfen fokussiert werden kann, muss der Tautropfen einen gewissen Abstand von der Pflanze haben. Daher ist der „Heiligenschein“ besonders auf rauen Pflanzen zu sehen, deren Härchen die Tropfen zu der Pflanze auf Distanz halten.